# Charles Monnard

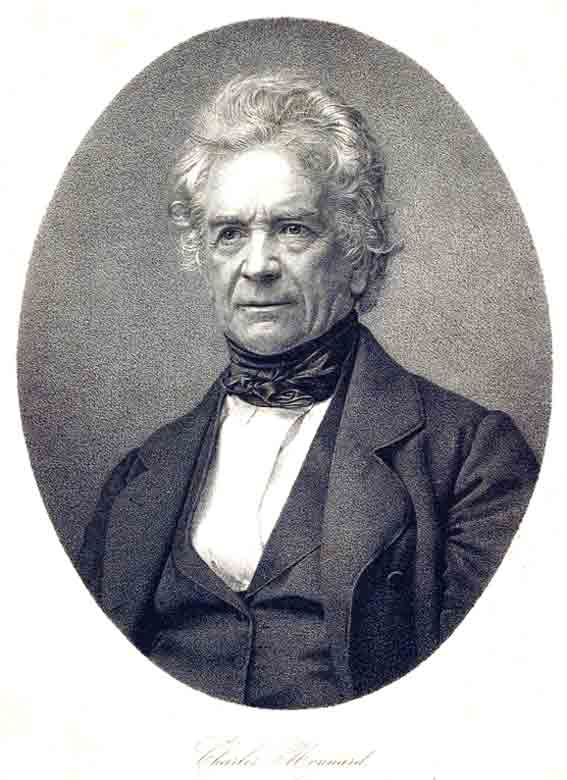
Lithographie Charles Monnards aus Galérie Nationale. Les Suisses célèbres (1867–1888) von Alfred Hartmann, 1888

Charles Monnard (* 17. Januar 1790 in Bern; † 13. Januar 1865 in Bonn) war ein Schweizer Historiker, Politiker, reformierter Pfarrer, Schriftsteller und Hochschullehrer. Er wirkte als liberaler Vorkämpfer und Volksaufklärer der französischsprachigen Schweiz.

## Familie
Charles Monnards Mutter stammte aus Bern, sein Vater aus dem Waadtland. Seinen Vater Pierre Monnard, welcher dort Inhaber eines Cafés gewesen war, verlor er bereits im Alter von 8 Jahren. Seine Mutter Madeleine geb. Glaus war in zweiter Ehe erneut mit einem Waadtländer verheiratet. 1816 heiratete Charles Monnard in Bonn die aus der deutschen Tuchfabrikantenfamilie Scheibler stammende Caroline von Scheibler, Tochter des Johann Christian aus Montjoie (heute Monschau, Eifel).

## Biografie

### Frühe Jahre
Geboren in Bern als Sohn eines mit einer Bernerin verheirateten Waadtländers, beherrschte Monnard von Kindheit an sowohl die deutsche als auch die französische Sprache. Im Jahre 1798 starb sein Vater. 1804 zog er mit seiner Mutter, die in zweiter Ehe erneut einen Waadtländer geheiratet hatte, nach Lausanne. Dort wurde ihm der Besuch der höheren Unterrichtsanstalten ermöglicht. Monnard besuchte das Gymnasium in Lausanne und studierte anschliessend Theologie an der Académie de Lausanne. Während seiner Schulzeit in Lausanne war er 1806 Gründungsmitglied der Société d’Étudiants de Belles-Lettres.

### Wirken in Lausanne
Von 1813 bis 1816 lebte er als Hauslehrer in Paris und wurde 1816 Professor der französischen Literatur an der Akademie zu Lausanne. Von 1834 bis 1836 und von 1839 bis 1841 war er Rektor der Universität. 1824 war er als Korrespondent der französischen Tageszeitung Le Globe tätig und arbeitete von 1824 bis 1833 als Redaktor der Waadtländer Zeitung Nouvelliste vaudois und von 1840 bis 1845 der liberalen Zeitung Le Courrier suisse.
Seit 1828 war er Mitglied und nach der liberalen Bewegung von 1830 in den Jahren 1835, 1837 und 1843 wiederholt Präsident des Grossen Rates (Kantonsparlament) sowie von 1832 bis 1838 eidgenössischer Tagsatzungsabgeordneter des Kantons Waadt. Wegen seiner Stellungnahmen für die Unterrichts- und Kultusfreiheit in der polemisch geführten Religionsdebatte wurde er 1829 für ein Jahr von seiner Lehrtätigkeit suspendiert. Nach dem Sieg der Radikalen wurde er 1845 seiner Professur enthoben und wurde Pfarrer in Montreux. Er spielte in dem Konflikt der Waadtländer Geistlichkeit mit dem Staatsrat, der zum Austritt zahlreicher Gemeinden aus der Landeskirche und zur Gründung einer «freien Kirche» führte, eine Hauptrolle.
Hintergrund war die Weigerung von 40 Pfarrern, bei der Volksabstimmung über die Verfassung eine Proklamation der neuen Regierung zu verlesen, was ihre Bestrafung mit Suspension zur Folge hatte. Daraufhin reichten 184 Geistliche ihre Demission ein und gründeten unter der Leitung Alexandre Vinets und Charles Monnards eine vom Staat getrennte Freie Nationalkirche (siehe Geschichte des Kantons Waadt#Die Gründung der Église évangélique libre du Canton de Vaud). Auch Monnard trat im November 1845 aus Solidarität gegenüber seinen Kollegen vom Pfarramt zurück.

### Professur in Bonn
Im Dezember 1846 nahm er den ihm von König Friedrich Wilhelm IV. von Preussen angebotenen Lehrstuhl für romanische Sprachen und Literatur an der Universität Bonn an.
Monnard übersetzte Des Schweizerlands Geschichte für das Schweizervolk von Heinrich Zschokke 1823 und das mehrbändige Werk die Geschichten schweizerischer Eidgenossenschaft von Johannes von Müller von 1837 bis 1840 ins Französische. Dies verschaffte ihm eine herausragende Bedeutung unter den Schweizer Geschichtsschreibern, und er verbreitete damit die national-historische Bewegung der Schweiz, welche von den deutschsprachigen schweizerischen Historikern Johannes von Müller und Heinrich Zschokke befördert wurde, in der Romandie. Seine Arbeiten passten in den Kontext von Monnards liberaler Politik in den Kontroversen dieser Zeit, und er opponierte gegen die Bestrebungen der alten Eliten, sich neu zu etablieren.
Von 1842 bis 1851 setzte er das Werk Johannes von Müllers in 5 Bänden in französischer Sprache unter dem Titel Histoire de la Confédération suisse fort. Darin erhob Monnard die Freiheit zum grundlegenden Prinzip der Schweizer Geschichte. Zusammen mit Alexandre Vinet trat er darin für die Trennung von Kirche und Staat ein. Er war auch mit Alexis de Tocqueville freundschaftlich verbunden.

## Mitgliedschaften und Ehrungen
Monnard war während seiner Schulzeit Gründungsmitglied der Société d’Étudiants de Belles-Lettres. Zudem war er Gründungsmitglied der Société d’histoire de la Suisse romande und Mitglied der Helvetischen Gesellschaft, nachdem diese 1819 wiederbegründet worden war.
In Lausanne ist die Rue Charles Monnard in der Innenstadt nach ihm benannt.

## Publikationen
- Geschichte der Helvetischen Revolution V1: Die Jahre 1798 bis 1800 (1849). Kessinger Publishing 2010, ISBN 1-161-32997-8.
- mit Louis Vulliemin, Johannes von Müller: Histoire de La Confédération suisse. Volume 4–16, Nabu Press, 2010.
- mit Louis Vulliemin, Johann Jakob Hottinger: Der Geschichten Schweizerischer Eidgenossenschaft 1. [5. Theil, 1. Abth.], Nabu Press, 2010, ISBN 1-149-11112-7.
- De Gallorum Oratorio Ingenio, Rhetoribus Et Rhetoricae, Romanorum Tempore, Scholis. Nabu Press, 2010, ISBN 1-147-47911-9.
- Chrestomathie des prosateurs française du quatorzième au seizième siècle. Bibliobazaar, 2008, ISBN 0-559-57691-9.
- Notice biographique sur le général Frédéric-César de La Harpe (1838). Kessinger Pub Co, 2010, ISBN 1-162-39600-8.
- Chrestomathie des prosateurs française du quatorzième au seizime siècle: avec une grammaire et un lexique de la langue de cette période (Schulbuch). Kessinger Pub Co, 2010, ISBN 1-141-29992-5.